# 汲桑
汲桑（？—308年1月11日），西晋魏郡（今河北磁县南）人，北方农民起义领袖。因善於相马，曾经是茌平（今山东茌平西南）牧民的首领。

## 生平
八王之乱中，他与石勒共同起兵反晋，召集十八人組成騎兵隊，號稱「十八騎」；失败后，潜回茌平。永嘉元年（307年），再次起义，自号大将军，攻下邺城，杀新蔡王司马腾、山阳公刘秋，后与晋将苟晞、王赞相对持，汲桑与石勒兵敗北逃，中途被冀州刺史丁绍阻截，汲桑回马牧，永嘉元年十二月戊寅（308年1月11日），田甄、田蘭、薄盛等乞活军大破汲桑，斩汲桑于乐陵。